# Christian Friis (Kanzler)

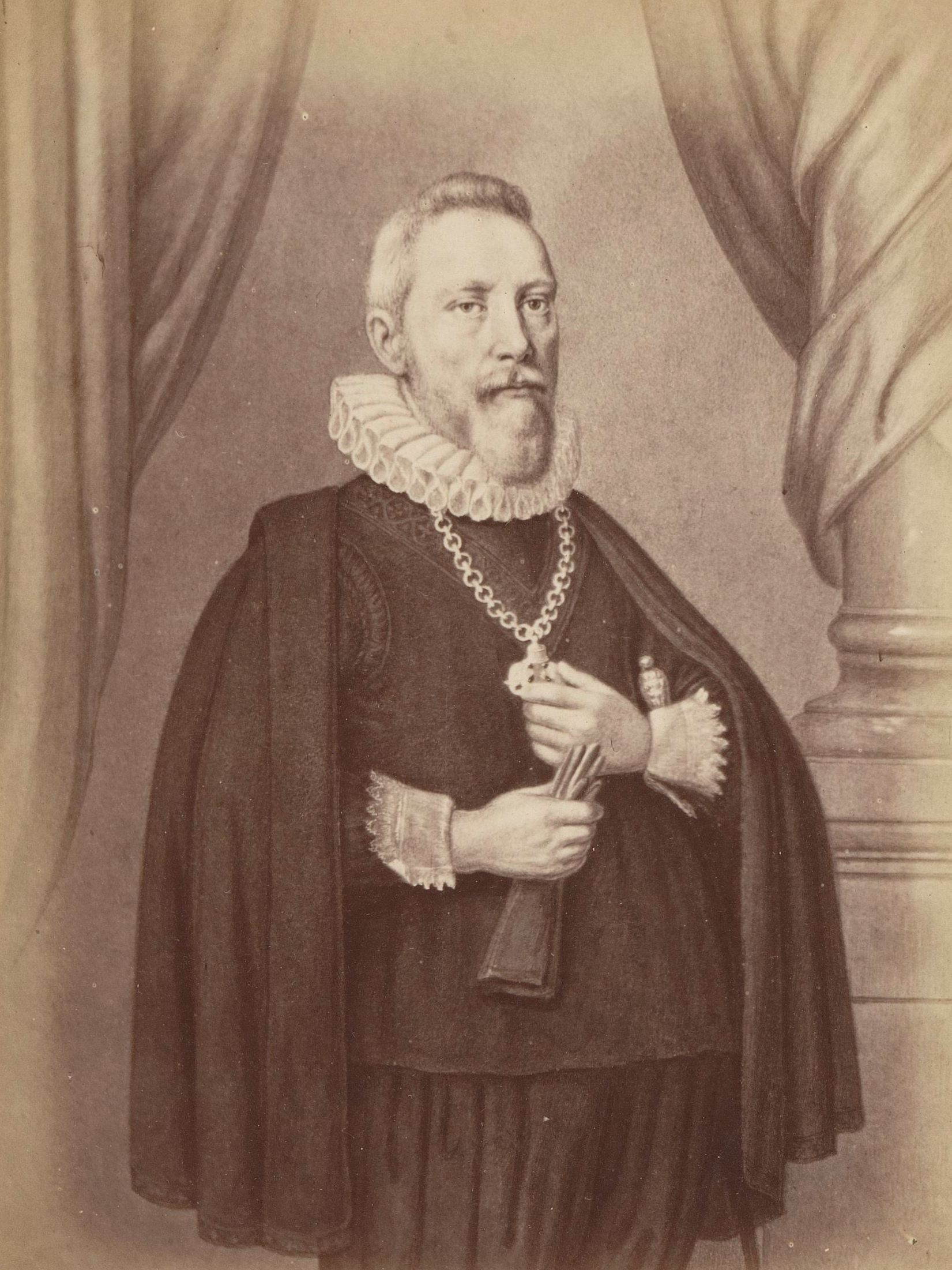
Christian Friis til Kragerup

Christian Friis (4. November 1581 auf Gut Krastrup in Farstrup – 1. Oktober 1639) war ein dänischer Adliger und königlicher Kanzler.

## Leben

### Studium
Christian Friis stammte aus einer adligen dänischen Familie. Er war der Sohn von Jørgen Friis († 1616) und Else Bjørn. Nach dem Besuch der Lateinschule in Sorø schickte sein Vater ihn und zwei seiner Brüder 1599 auf die für junge Adlige obligatorische Bildungsreise, die sie unter anderem an die Universität Marburg und nach Straßburg führte. Als Hofmeister begleitete sie Magister Hermann Nielsen, ein späterer Professor der Universität Kopenhagen. 1601 begaben sie sich nach Oslo, wo ihr Vater inzwischen königlicher Statthalter von Norwegen geworden war, brachen aber nach wenigen Monaten zusammen mit dem vierten Bruder wieder auf und reisten durch Frankreich, wo zwei der Brüder starben. Während der letzte Bruder und der Hofmeister nach Dänemark zurückkehrten, reiste Christian Friis 1604 allein nach Italien weiter und studierte dort zusammen mit Studenten aus zahlreichen anderen Nationen an der Universität Padua. Auf der Rückreise trat er 1606 in den Niederlanden in den Dienst von Moritz von Oranien, ist aber 1607 bereits als Hofjunker am dänischen Hof verzeichnet. In dieser Funktion begleitete er Ende dieses Jahres Reichsrat Jacob Ulfeldt zu Verhandlungen mit den Generalstaaten.

### Kriegsteilnahme und Prinzenerzieher
Im Kalmarkrieg zeichnete Christian Friis sich 1611 als Kapitän bei der Einnahme von Kalmar aus und zog die Aufmerksamkeit von König Christian IV. auf sich. 1612 wurde er Gouverneur der von den Dänen eroberten Insel Öland und hielt Schloss Borgholm, bis die Insel bei den Friedensverhandlungen wieder an Schweden zurückgegeben wurde. Es ist ein Tagebuch von Friis und sein Briefwechsel mit dem damaligen Kanzler Christian Friis dem Älteren aus diesem Krieg erhalten. Nach dem Friedensschluss erhielt Christian Friis das Lehen Roskilde (1613/14) und anschließend Kopenhagen (1614/15 und 1620–1624). 1614 heiratete er Barbara Wittrup (* 1591). Im selben Jahr begleitete er den König nach England. 1615 wurde er Hofmeister des Kronprinzen Christian und dessen Brüder Friedrich und Ulrich. Im November 1616 begleitete er Kronprinz Christian nach Koldinghus, wo Friedrich III., der Herzog von Schleswig-Holstein-Gottorf, dem König für seine Ländereien im Herzogtum Schleswig den Lehnseid zu leisten hatte. Bei dieser Begegnung muss er König Christian IV. nachhaltig beeindruckt haben, denn noch im Dezember 1616 ernannte der König ihn als Nachfolger des im Juni verstorbenen älteren Christian Friis zum königlichen Kanzler, nahm ihn in den Reichsrat auf, schlug ihn zum Ritter und verlieh ihm den Elefanten-Orden.

### Kanzler
Mit nur 35 Jahren und ohne zuvor ein politisches Amt innegehabt zu haben, war Friis der wichtigste Mann im dänischen Staat. In den Ratssitzungen war er oft gleichzeitig Vertreter des Königs und Vorsitzender des Adelsrates. Zu seinen Einnahmen gehörte das St. Knud-Kloster in Odense. Nach Ausbruch des Dreißigjährigen Krieges versuchte er den König davon zu überzeugen, neutral zu blieben. 1623 trat Christian IV. als Anführer des niederrheinisch-westfälischen Reichskreises trotzdem dem Krieg bei. Nach der verheerenden Niederlage bei Lutter 1626 verhandelte Friis den Lübecker Frieden aus, mit dem Dänemark 1629 mit relativ glimpflichen Bedingungen aus dem Krieg ausschied.
Als Kanzler bemühte er sich um die Verbesserung der Bildung und die Förderung der Wissenschaft im Land. Die hohen Kriegsausgaben waren bei diesen Bemühungen oft hinderlich. Einer seiner Mitstreiter auch bei kirchlichen Reformen war Holger Rosenkrantz. 1623 wurde die Schule in Sorø zur Ritterakademie aufgestockt, für die Friis namhafte Wissenschaftler wie Stephan Hansen Stephanius als Professoren gewann. Für die Universität Kopenhagen konnten neue Professoren gewonnen werden.